# 花崗岩城 (伊利諾伊州)
花崗岩城（英語：Granite City）是一個位於美國伊利諾伊州麥迪遜縣的城市。

## 地理
花崗岩城的座標為38°43′04″N 90°07′46″W / 38.71778°N 90.12944°W，而該地的平均海拔高度為128米（即420英尺）。

## 人口
根據2010年美國人口普查的數據，花崗岩城的面積為53.73平方千米，當中陸地面積為49.98平方千米，而水域面積為3.75平方千米。當地共有人口28949人，而人口密度為每平方千米538.79人。